# Jurij Zinczenko
Jurij Hryhorowycz Zinczenko, ukr. Юрій Григорович Зінченко, ros. Юрий Григорьевич Зинченко, Jurij Grigorjewicz Zinczienko (ur. 17 września 1964 w Magdeburgu, NRD) – ukraiński piłkarz, grający na pozycji pomocnika, trener piłkarski.

## Kariera piłkarska
W 1991 rozpoczął karierę piłkarską w drużynie amatorskiej Wiktoria Łebedyn. W 1992 został piłkarzem Naftowyka Ochtyrka, ale występował tylko w drugiej drużynie. Wiosną 1995 bronił barw FK Sumy, ale w maju 1995 powrócił do Naftowyka Ochtyrka. Latem 1995 przeszedł do Krystału Parchomiwka, w którym zakończył karierę piłkarza w roku 1997.

## Kariera trenerska
Po zakończeniu kariery piłkarskiej rozpoczął pracę szkoleniowca. Najpierw szkolił dzieci w Futbolowym Centrum Barsa Sumy. W sierpniu 1999 został mianowany na stanowisko głównego trenera klubu Frunzeneć-Liha-99 Sumy, którym kierował do sierpnia 2000. W czerwcu 2001 pełnił w sumskim klubie obowiązki głównego trenera. Od 2003 do czerwca 2005 pomagał trenować Spartak Sumy. W marcu 2009 dołączył do sztabu szkoleniowego PFK Sumy, w którym pracował jako asystent do czerwca 2010.